# Militärmusikdienst

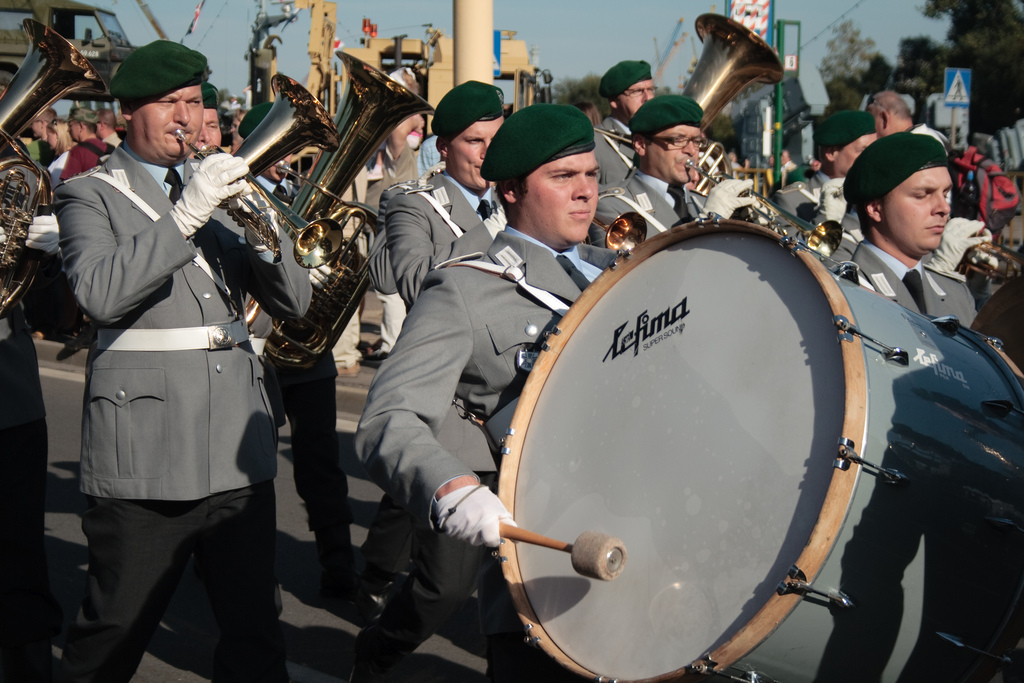
Musiker ur Stabsmusikkorps der Bundeswehr

Militärmusikdienst är den tyska försvarsmakten Bundeswehrs avdelning för militärmusik som omfattar 14 musikkårer ur Heer, Luftwaffe, Deutsche Marine och Streitkräftebasis.

## Musikkårer

### Centrala
- Stabsmusikkorps der Bundeswehr
- Musikkorps der Bundeswehr
- Big Band der Bundeswehr
- Ausbildungsmusikkorps

### Heer

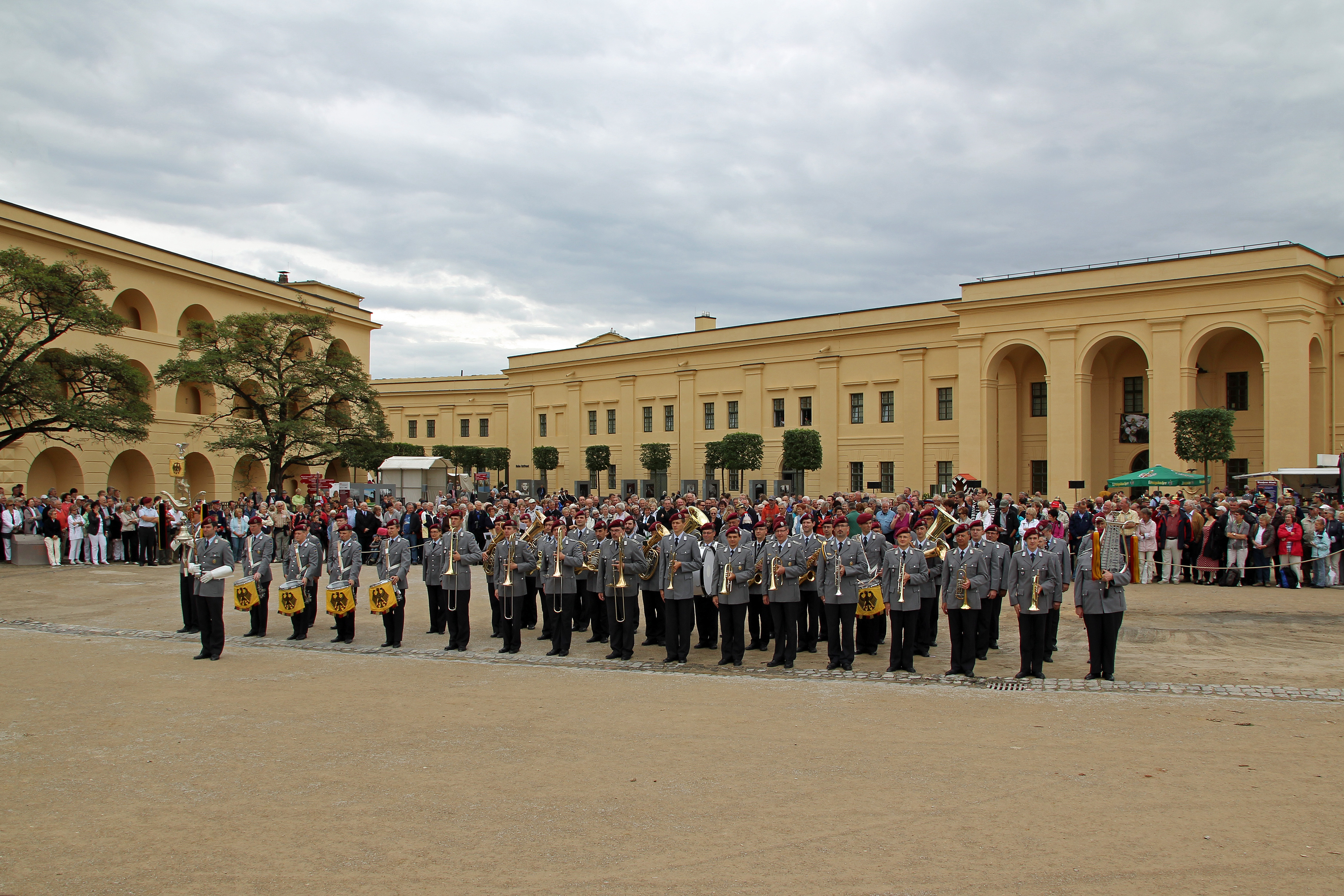
Heeresmusikkorps 300

- Heeresmusikkorps 1
- Heeresmusikkorps 2
- Heeresmusikkorps 10
- Heeresmusikkorps 12
- Heeresmusikkorps 300

### Luftwaffe
- Luftwaffenmusikkorps 1
- Luftwaffenmusikkorps 2
- Luftwaffenmusikkorps 3
- Luftwaffenmusikkorps 4

### Deutsche Marine
- Marinemusikkorps Ostsee
- Marinemusikkorps Nordsee

### Streitkräftebasis
- Wehrbereichsmusikkorps I
- Wehrbereichsmusikkorps III
- Gebirgsmusikkorps